# Linia kolejowa nr 219
Linia kolejowa nr 219 – drugorzędna, jednotorowa, prawie w całości niezelektryfikowana linia kolejowa łącząca stację Olsztyn Główny ze stacją Ełk.

## Przebieg
Linia rozpoczyna bieg we wschodniej głowicy stacji Olsztyn Główny, na rozjeździe 356, skąd odchodzi od linii kolejowej Poznań Wschód – Skandawa. Dalej linia biegnie w kierunku południowo-wschodnim przez Klewki, Marcinkowo, Pasym oraz Szczytno. Na stacji Szczytno spotyka się z linią kolejową Ostrołęka – Szczytno oraz zlikwidowaną linią kolejową Szczytno – Biskupiec Reszelski.
Następnie linia biegnie w kierunku północno-wschodnim przez Świętajno, Spychowo, Ruciane-Nidę, Pisz, Białą Piską, Drygały, Bajtkowo i Nową Wieś Ełcką aż do południowej głowicy stacji Ełk. Tam, na rozjeździe 110, kończy swój bieg i natychmiastowo przechodzi w linię kolejową Czerwonka – Ełk.
Linia jest podzielona na 4 odcinki:
- A: Olsztyn Główny – Marcinkowo (od 0,918 do 17,695)
- B: Marcinkowo – Szczytno (od 17,695 do 45,823)
- C: Szczytno – Pisz (od 45,823 do 100,960)
- D: Pisz – Ełk (od 100,960 do 156,950)

## Historia
- 1 listopada 1883 r. – otwarcie dla ruchu odcinku Olsztyn Główny – Szczytno.
- 15 sierpnia 1884 r. – otwarcie dla ruchu odcinku Szczytno – Pisz.
- 16 listopada 1885 r. – otwarcie dla ruchu odcinku Pisz – Ełk.
- 3 kwietnia 2000 r. – zawieszenie ruchu pasażerskiego na odcinku Pisz – Ełk.
- 1 lutego 2007 r. – zawieszenie ruchu pasażerskiego na odcinku Szczytno – Pisz. Rozpoczęcie prac remontowych mających na celu przywrócenie ruchu pasażerskiego na całym odcinku linii oraz utrzymanie ruchu towarowego na odcinku Ełk Towarowy – Pisz. Prace prowadzone były w ramach współpracy PKP PLK z samorządami powiatów szczycieńskiego, piskiego i ełckiego, gmin Świętajno, Ruciane-Nida, Pisz i Biała Piska oraz miasta Ełk.
- 1 stycznia 2008 r. – przywrócenie ruchu pasażerskiego na odcinku Szczytno – Pisz.
- 1 lipca 2010 r. – przywrócenie ruchu pasażerskiego na odcinku Pisz – Ełk[5].
- 2011 – 2013 r. – realizacja projektu „Rewitalizacja i modernizacja linii kolejowych Olsztyn – Szczytno – Szymany (odcinek Olsztyn – Szczytno – linia kolejowa nr 219 i odcinek Szymany – Szczytno – linia kolejowa nr 35) jako kolejowe połączenie modernizowanego lotniska w Szymanach z Olsztynem – etap I” dofinansowanego ze środków Unii Europejskiej w ramach RPO Warmia i Mazury na lata 2007–2013[6]
- 28 sierpnia 2017 r. – PKP PLK podpisały z Torpolem umowę na modernizację linii na odcinku Szczytno – Ełk wraz z budową nowego przystanku Pisz Wschodni[7].
- 12 marca 2018 r. – rozpoczęcie prac modernizacyjnych na odcinku Ełk – Pisz (dzień wcześniej wprowadzono zastępczą komunikację autobusową)[8][9].

## Charakterystyka techniczna
Linia w całości jest klasy C3, maksymalny nacisk osi wynosi 196 kN dla lokomotyw oraz wagonów, a maksymalny nacisk liniowy wynosi 71 kN. Linia wyposażona jest w elektromagnesy samoczynnego hamowania pociągów.
Linia dostosowana jest do prędkości od 70 km/h do 120 km/h, a jej prędkość konstrukcyjna wynosi 120 km/h. Obowiązują następujące prędkości maksymalne dla pociągów:
| kilometraż | kilometraż | pociągi pasażerskie             | autobusy szynowe i EZT          | pociągi towarowe                |
| od         | do         | Tor nieparzysty (kierunek: Ełk) | Tor nieparzysty (kierunek: Ełk) | Tor nieparzysty (kierunek: Ełk) |
| 0,918      | 44,934     | 100                             | 100                             | 80                              |
| 44,934     | 77,922     | 120                             | 120                             | 80                              |
| 77,922     | 78,307     | 110                             | 110                             | 80                              |
| 78,307     | 84,342     | 120                             | 120                             | 80                              |
| 84,342     | 86,693     | 100                             | 100                             | 80                              |
| 86,693     | 87,719     | 90                              | 90                              | 80                              |
| 87,719     | 98,142     | 120                             | 120                             | 80                              |
| 98,142     | 99,372     | 90                              | 90                              | 80                              |
| 99,372     | 102,998    | 120                             | 120                             | 80                              |
| 102,998    | 104,573    | 80                              | 80                              | 80                              |
| 104,573    | 109,756    | 120                             | 120                             | 80                              |
| 109,756    | 109,935    | 100                             | 100                             | 80                              |
| 109,935    | 111,094    | 120                             | 120                             | 80                              |
| 111,094    | 111,879    | 110                             | 110                             | 80                              |
| 111,879    | 114,571    | 90                              | 90                              | 80                              |
| 114,571    | 114,734    | 70                              | 70                              | 70                              |
| 114,734    | 118,367    | 100                             | 100                             | 80                              |
| 118,367    | 119,431    | 70                              | 70                              | 70                              |
| 119,431    | 121,388    | 120                             | 120                             | 80                              |
| 121,388    | 123,089    | 80                              | 80                              | 80                              |
| 123,089    | 125,328    | 120                             | 120                             | 80                              |
| 125,328    | 127,888    | 90                              | 90                              | 80                              |
| 127,888    | 129,372    | 120                             | 120                             | 80                              |
| 129,372    | 132,143    | 80                              | 80                              | 80                              |
| 132,143    | 133,867    | 70                              | 70                              | 70                              |
| 133,867    | 138,015    | 100                             | 100                             | 80                              |
| 138,015    | 138,444    | 90                              | 90                              | 80                              |
| 138,444    | 146,969    | 120                             | 120                             | 80                              |
| 146,969    | 147,892    | 80                              | 80                              | 80                              |
| 147,892    | 150,145    | 90                              | 90                              | 80                              |
| 150,145    | 150,882    | 70                              | 70                              | 70                              |
| 150,882    | 152,417    | 90                              | 90                              | 80                              |
| 152,417    | 155,334    | 80                              | 80                              | 80                              |
| 155,334    | 156,950    | 120                             | 120                             | 80                              |

## Infrastruktura

### Rozgałęzienia
| Punkt          | Linia | Linia               | Linia            |
| Punkt          | numer | kierunek            | status           |
| Olsztyn Główny | 353   | Poznań Wschód       | czynna           |
| Szczytno       | 35    | Ostrołęka           | czynna           |
| Szczytno       | 262   | Biskupiec Reszelski | nieczynna        |
| Ełk            | 223   | Czerwonka           | częściowo czynna |

### Posterunki ruchu i punkty ekspedycyjne
| Rodzaj i nazwa                    | Zdjęcie | Liczba peronów | Liczba krawędzi peronowych | Infrastruktura | Dawne nazwy                                                                   |
| stacja Olsztyn Główny ♿︎          |         | 4              | 7                          | - Przejście pod torami - Kasy biletowe - Biletomaty (IC, Polregio) - Przechowalnia bagażu - Sieć Wi-Fi - Kiosk - Punkt gastronomiczny - Parking - Informacja dla podróżnych | Allenstein (1872 – 1935) Allenstein Hauptbahnhof (1936 – 1945)                |
| przystanek Klewki ♿︎              |         | 1              | 1                          | - Przejście w poziomie szyn |                                                                               |
| stacja Marcinkowo ♿︎              |         | 1              | 2                          | - Przejście w poziomie szyn | Mertinsdorf (1883 – 1937) Märtensdorf (1938 – 1943) Märtinsdorf (1944 – 1945) |
| stacja Pasym ♿︎                   |         | 1              | 2                          | - Przejście w poziomie szyn | Passenheim (1883 – 1945)                                                      |
| przystanek Grom ♿︎                |         | 1              | 1                          | - Przejście w poziomie szyn |                                                                               |
| stacja Szczytno ♿︎                |         | 2              | 4                          | - Przejście w poziomie szyn - Parking - Informacja dla podróżnych | Ortelsburg (1883 – 1945)                                                      |
| przystanek Olszyny ♿︎             |         | 1              | 1                          | - Przejście w poziomie szyn |                                                                               |
| przystanek Jeruty ♿︎              |         | 1              | 1                          | - Przejście w poziomie szyn |                                                                               |
| przystanek Świętajno ♿︎           |         | 1              | 1                          | - Przejście w poziomie szyn |                                                                               |
| przystanek Kolonia ♿︎             |         | 1              | 1                          | - Przejście w poziomie szyn |                                                                               |
| przystanek i mijanka Spychowo ♿︎  |         | 1              | 2                          | - Przejście w poziomie szyn | Puppen (1884 – 1945) Pupy (1945 – 1957)                                       |
| przystanek Ruciane-Nida Zachód ♿︎ |         | 1              | 1                          | - Przejście w poziomie szyn |                                                                               |
| przystanek Ruciane-Nida ♿︎        |         | 1              | 1                          | - Przejście w poziomie szyn |                                                                               |
| przystanek Szeroki Bór ♿︎         |         | 1              | 1                          | - Przejście w poziomie szyn | Breitenheide (1895 – 1945)                                                    |
| stacja Pisz ♿︎                    |         | 1              | 2                          | - Przejście w poziomie szyn | Johannesburg (1884 – 1945) Jańskbork (1945 – 1946)                            |
| przystanek Pisz Wschodni ♿︎       |         | 1              | 1                          | - Przejście w poziomie szyn |                                                                               |
| przystanek Stare Guty ♿︎          |         | 1              | 1                          | - Przejście w poziomie szyn |                                                                               |
| przystanek Kaliszki ♿︎            |         | 1              | 1                          | - Przejście w poziomie szyn |                                                                               |
| przystanek Biała Piska ♿︎         |         | 1              | 1                          | - Przejście w poziomie szyn |                                                                               |
| przystanek i mijanka Drygały ♿︎   |         | 1              | 2                          | - Przejście w poziomie szyn | Drygallen (1885 – 1937) Drigelsdorf (1938 – 1945)                             |
| przystanek Pogorzel Wielka ♿︎     |         | 1              | 1                          | - Przejście w poziomie szyn |                                                                               |
| przystanek Bajtkowo ♿︎            |         | 1              | 1                          | - Przejście w poziomie szyn |                                                                               |
| przystanek Nowa Wieś Ełcka ♿︎     |         | 1              | 1                          | - Przejście w poziomie szyn |                                                                               |
| przystanek Ełk Szyba Zachód ♿︎    |         | 1              | 1                          | - Przejście w poziomie szyn |                                                                               |
| stacja techniczna Ełk Towarowy    |         |                |                            | |                                                                               |
| stacja Ełk ♿︎                     |         | 3              | 6                          | - Przejście pod torami - Kasy biletowe - Kiosk - Parking - Informacja dla podróżnych                                                                                        | Lyck (1868 – 1945)                                                            |

## Ruch pociągów
Ruch zarówno pociągów pasażerskich, jak i pociągów towarowych, prowadzony jest na całej linii. Wszystkie połączenia osobowe obsługuje przewoźnik Polregio. W rozkładzie jazdy 2012/2013 na odcinku Olsztyn – Szczytno kursowało 7 par pociągów, w tym 2 pary w wydłużonej relacji Olsztyn – Ełk.
| Linia | Przewoźnik | Trasa                                          |
| REGIO | Polregio   | Olsztyn Główny – Szczytno                      |
| REGIO | Polregio   | Olsztyn Główny – Szczytno – Pisz               |
| REGIO | Polregio   | Olsztyn Główny – Szczytno – Pisz – Ełk         |
| REGIO | Polregio   | Olsztyn Główny – Szczytno – Szymany Lotnisko ✈ |
| REGIO | Polregio   | Olsztyn Główny – Szczytno – Chorzele           |

## Galeria

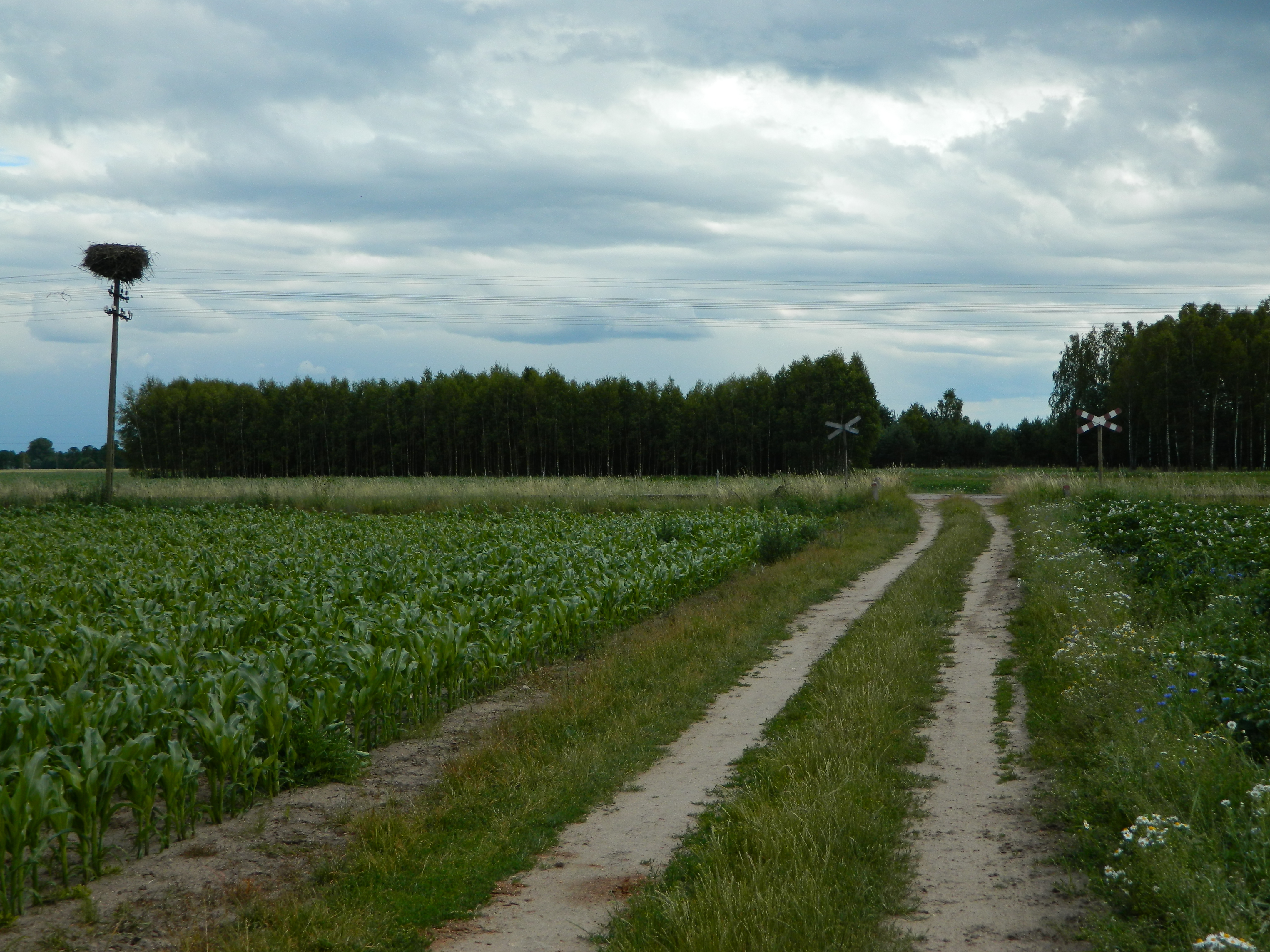
Linia przed przystankiem Jeruty
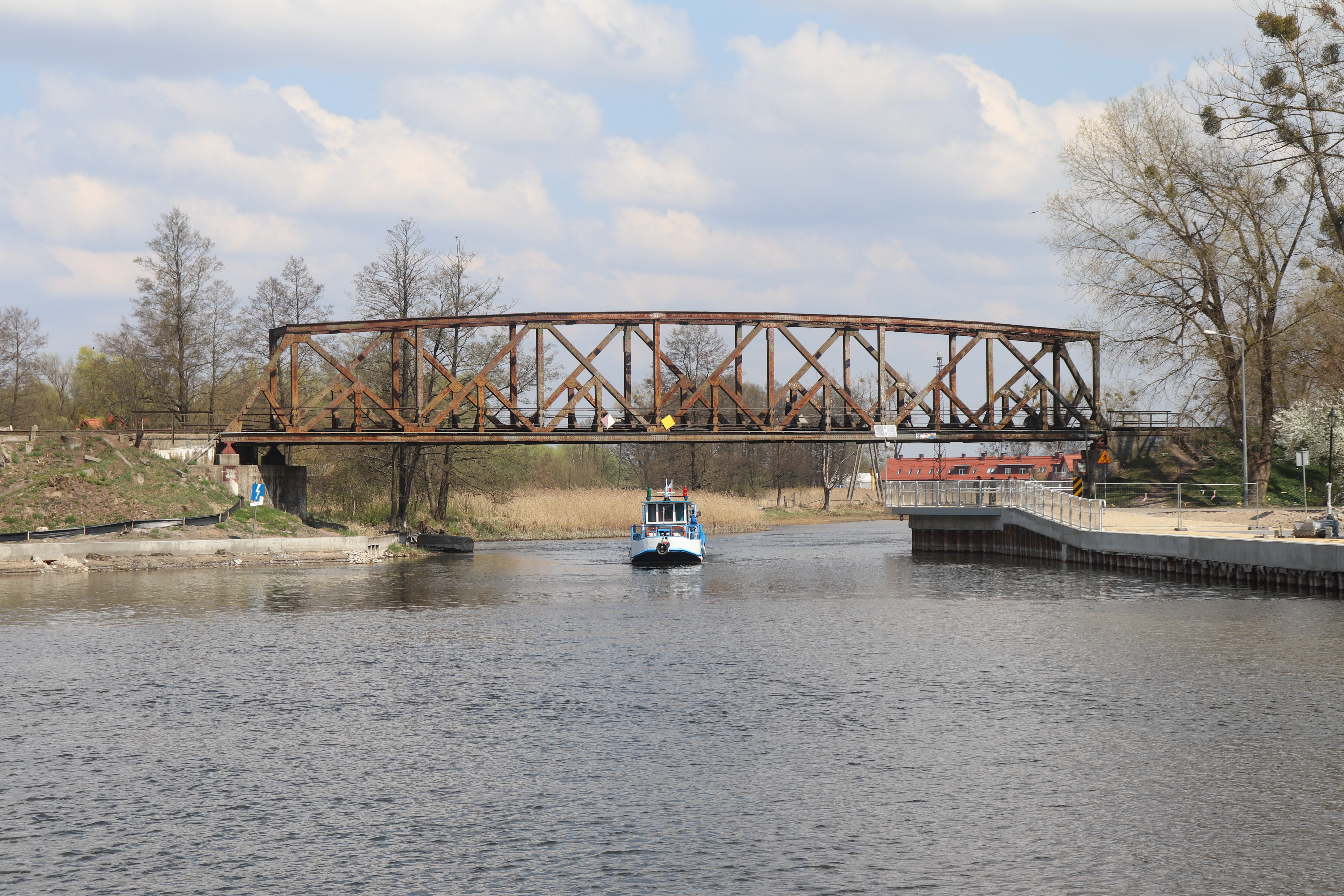
Most kolejowy nad Pisą
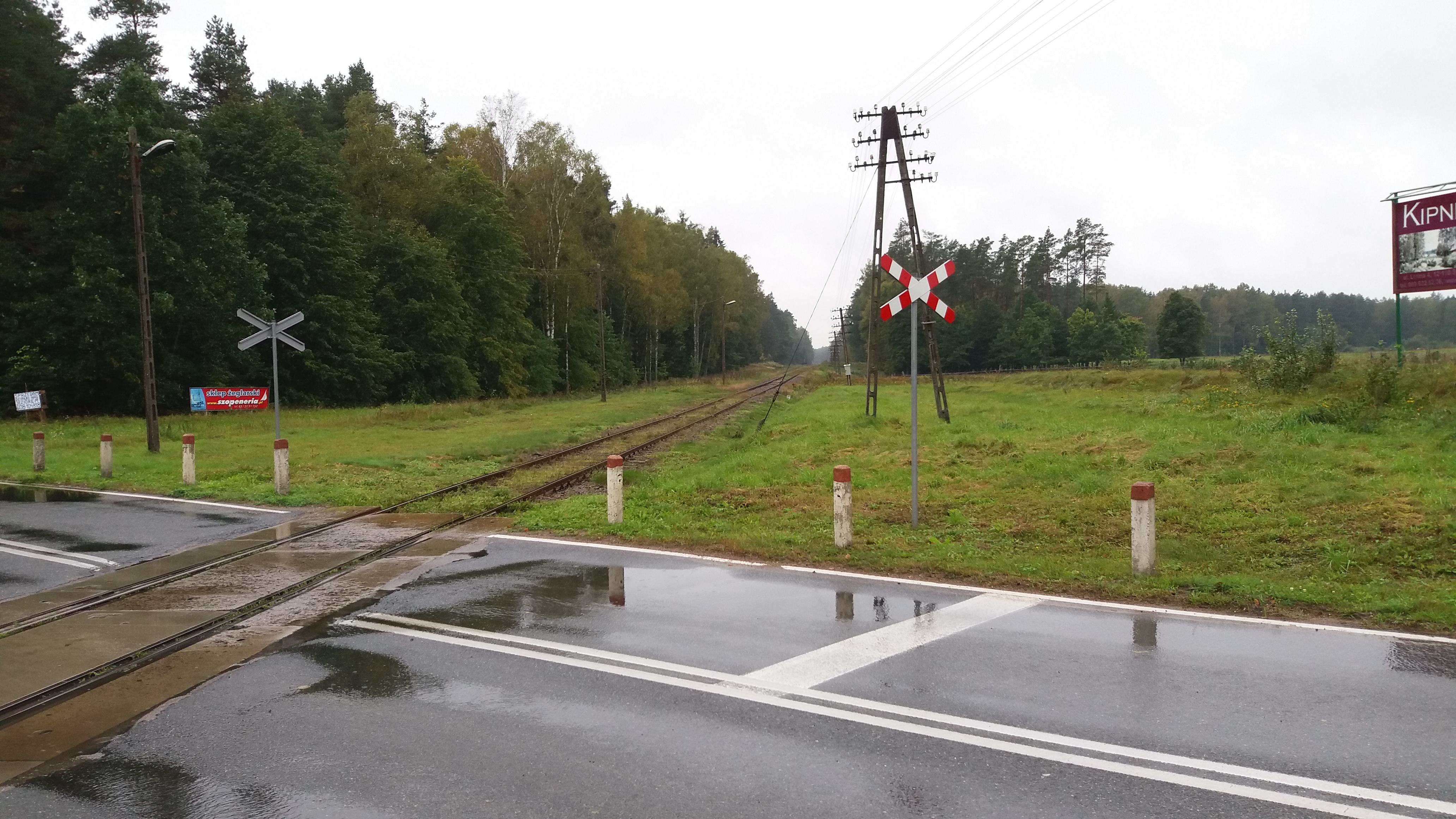
Linia przed stacją Spychowo (2017)
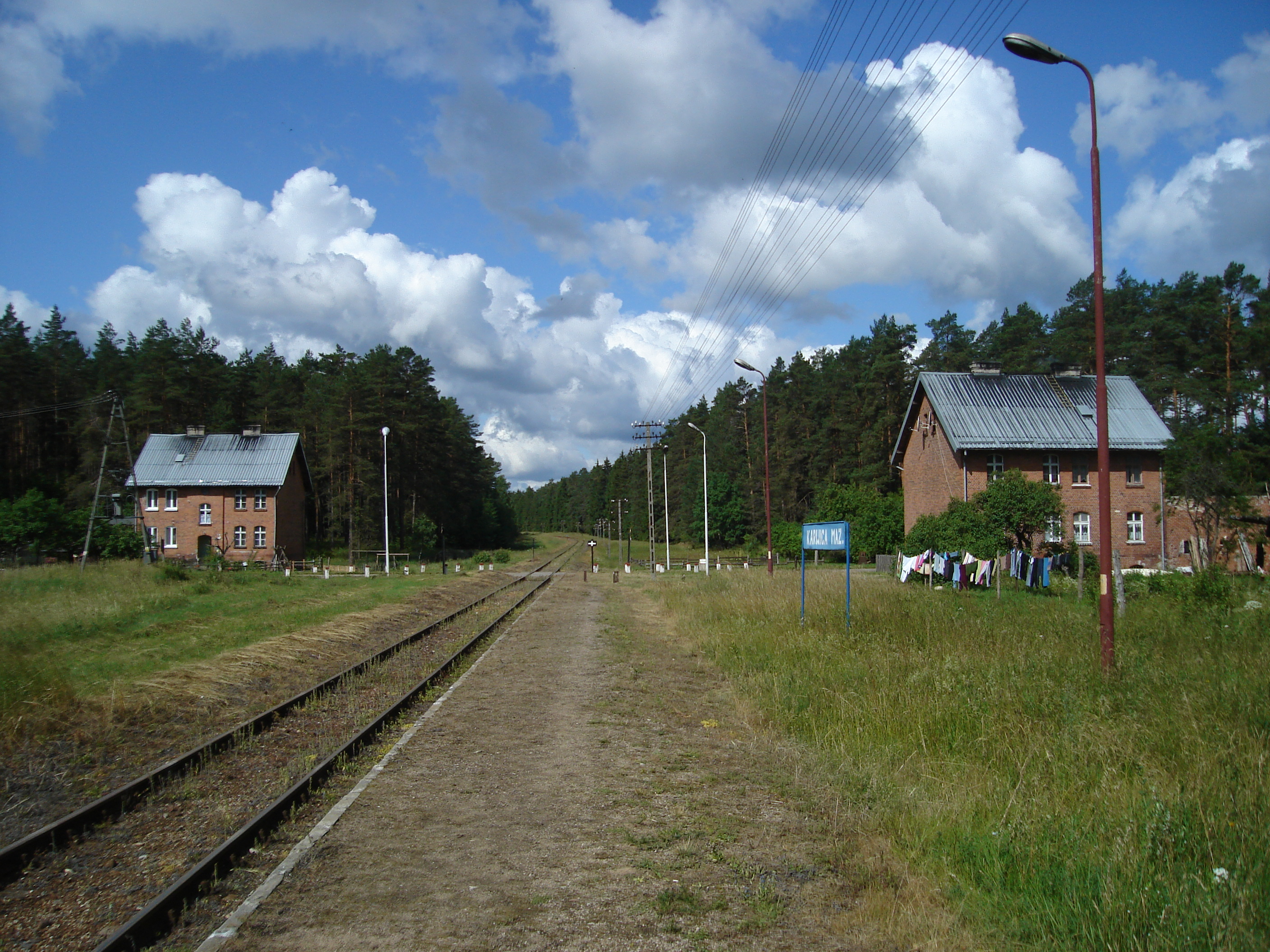
Zlikwidowany przystanek Karwica Mazurska (2011)
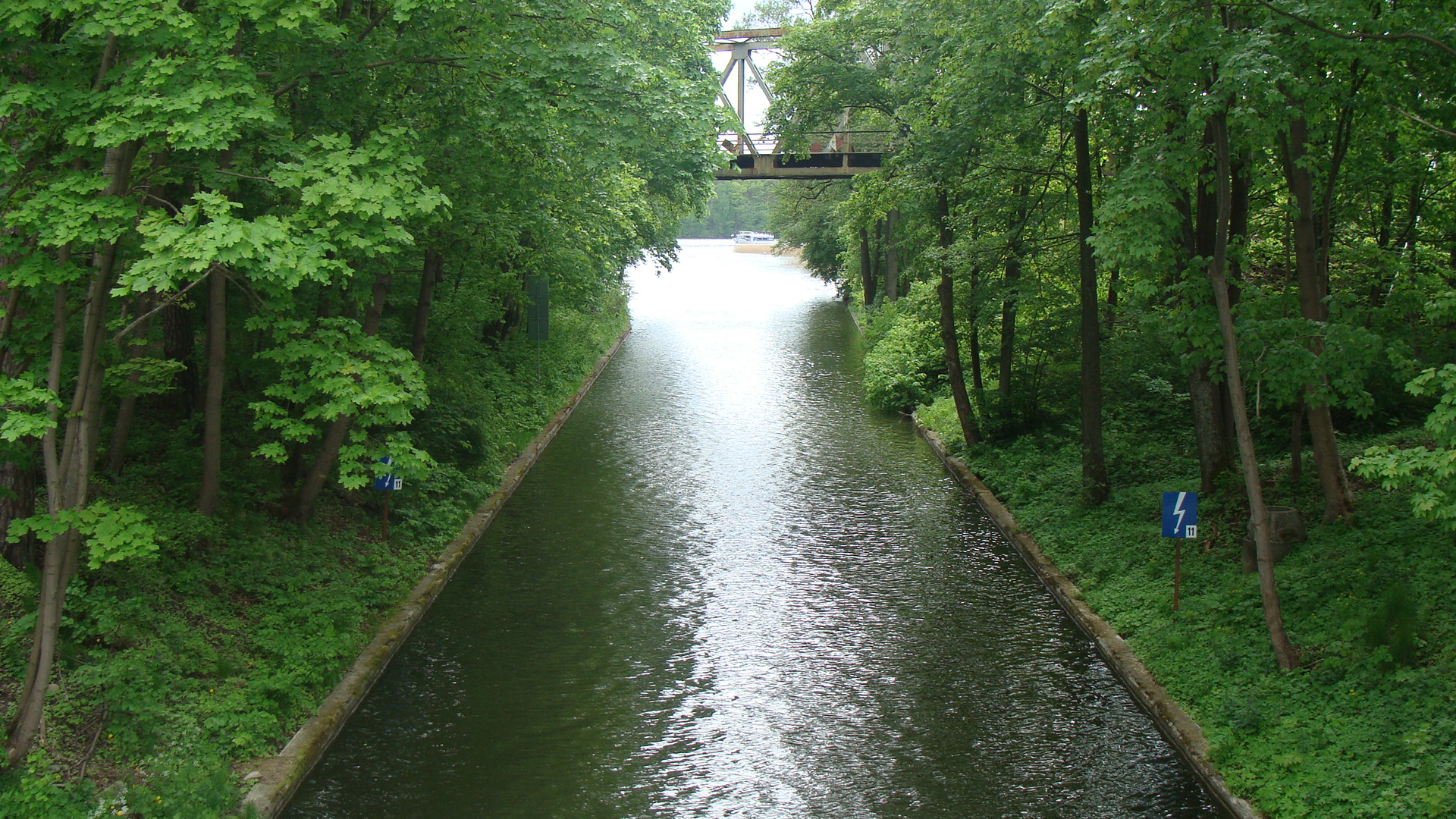
Most kolejowy nad Kanałem Nidzkim
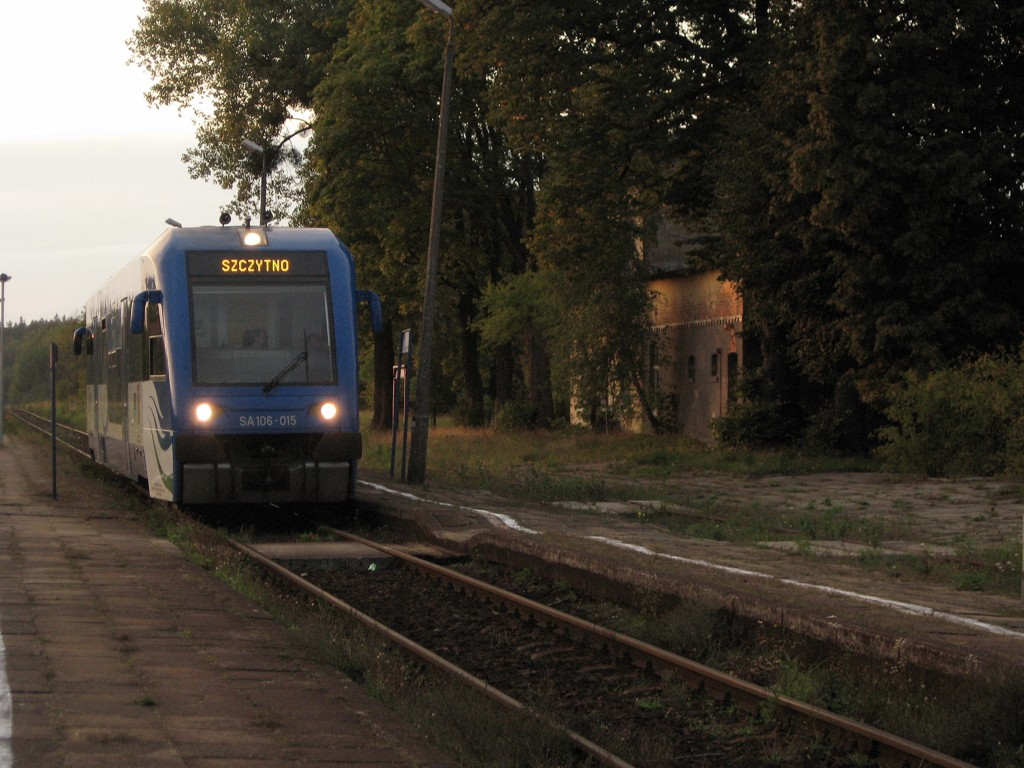
Szynobus jadący z Olsztyna do Szczytna (2008)
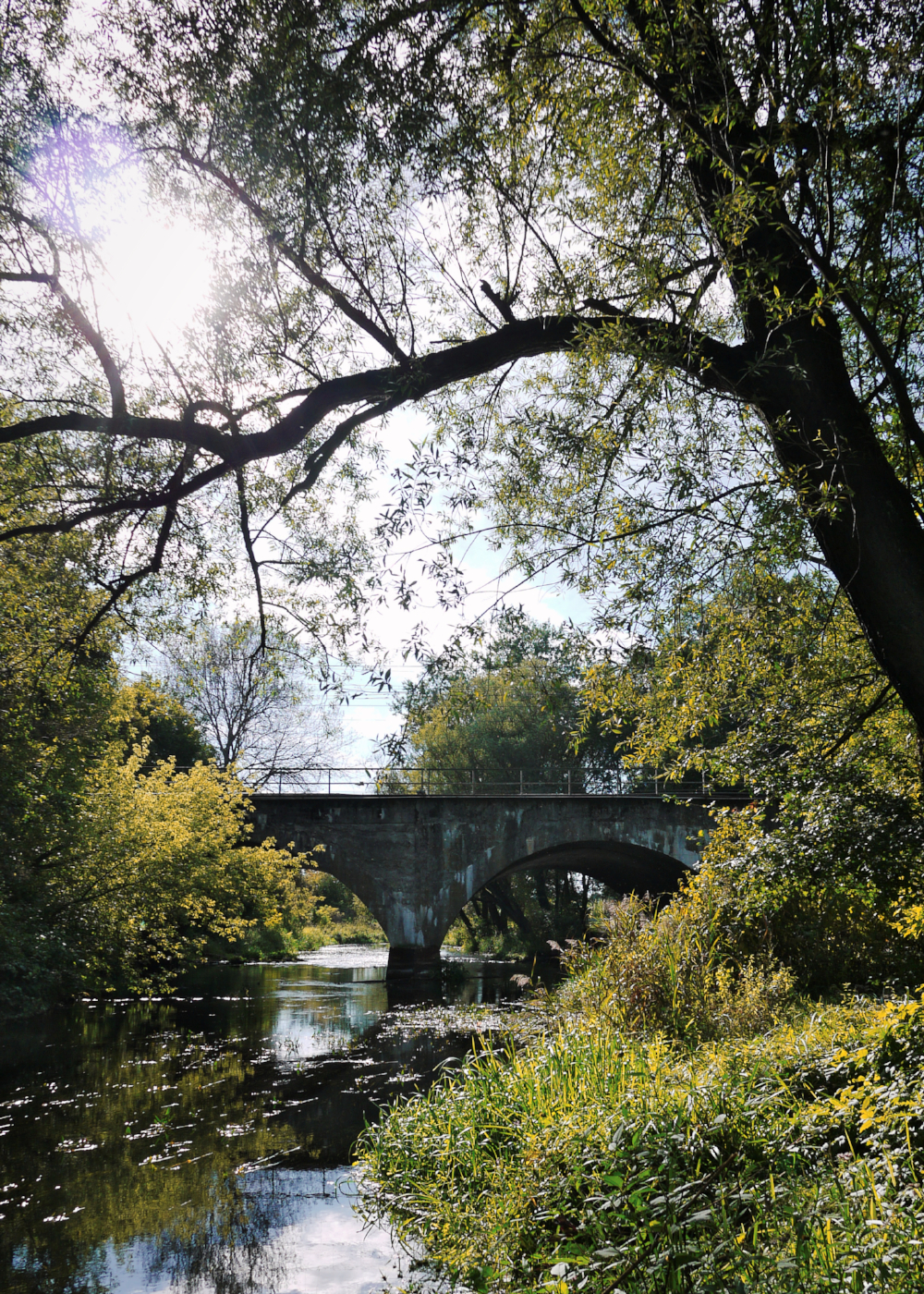
Most kolejowy nad rzeką Ełk w Ełku